# Oryxana rababa
Oryxana rababa är en insektsart som först beskrevs av Victor Lallemand och Synave 1953.  Oryxana rababa ingår i släktet Oryxana och familjen sköldstritar. Inga underarter finns listade i Catalogue of Life.